# ワイルドサヴェージ
『ワイルドサヴェージ』（原題：Maneater ）は、アメリカ合衆国のテレビ映画。このテレビ映画は2007年9月8日にSyfyチャンネルで『マンイーター』シリーズの第3弾として放送された。

## キャスト
| 役名               | 俳優                             | 日本語吹替 |
| ------------------ | -------------------------------- | ---------- |
| グレイディ         | ゲイリー・ビジー                 | 五王四郎   |
| ロイ               | タイ・ウッド                     | 木下紗華   |
| ウィンシスター軍曹 | アレクス・ポーノヴィッチ         | 斉藤次郎   |
| ウルフ             | ジョン・テッド・ワイン           | 楠見尚己   |
| キャシー           | クリスティン・ハリス             | 若泉絵子   |
| グレアム大佐       | イアン・D・クラーク              | 緒方賢一   |
| ロイの母親         | マリーナ・スティーブンソン・カー | 折笠愛     |
| エズラ             | カール・ソーダーソン             | 内田泰喜   |
| ハリー             |                                  | 鈴木一敦   |

- その他の声の吹き替え：重松朋／タルタエリ／琴葉明子／村上広一／中川和恵